# خيرتروديس جوميث دي أبييانيدا
خيرتروديس جوميث دى أبييانيدا (بالإسبانية: Gertrudis Gómez de Avellaneda) كاتبة وشاعرة كوبية، بالعامية تعرف باسم «تولا»، ولدت في مدينة كاماجواي في 23 مارس عام 1814، وتوفيت في 1 فبراير عام 1873. وفي إشبيلية نشرت قصائد لها في العديد من الصحف متخذة من الحاجة اسم مستعار لها وهو ما اكسبها سمعة كبيرة. وفي عام 1839 تعرفت في هذه المدينة على أعظم حب في حياتها مع الشاب إيجناثيو دى ثيبيدا أيه ألكالدي وكتبت سيرة ذاتية والعديد من الرسائل التي نشرت عقب موت حبيبها والتي تعكس المشاعر الحميمة للكاتبة. وفي عام 1841، نجحت خيرتروديس في نشر أول مجموعة قصائد لها في مدريد عاصمة إسبانيا تحت عنوان أشعار، التي كانت تشتمل على قصيدة ذات 14 بيتًا بعنوان مع الرحيل وعلى قصيدة لأبيات ذات بحر قصير مخصصة كما يشير عنوانها إلى الشعر.

## السيرة الذاتية
ولدت خيرتروديس جوميث دى أبييانيدا في 13 مارس عام 1814 بمدينة سانتا ماريا دى بويرتو برينثيبى القديمة_و التي كانت مستعمرة إسبانية_وهى حاليا كاماجواى بكوبا. يرجع أجدادها إلى جزر الكناري. قضت طفولتها في المدينة التي ولدت بها وأقيمت في كوبا حتى عام 1836.في هذا العام رحلت مع أسرتها إلى إسبانيا.
و ألفت في هذه الرحلة واحدة من أشهر قصائدها وهي مع الرحيل. تجولت مع عائلتها بعض مدن جنوب فرنسا وخاصة بوردو وهناك عاشت لفترة من الوقت. وفي النهاية استقروا بمدينة لاكورونا بإسبانيا. ومن لاكورونا ذهبت إلى إشبيلية وهناك نشرت قصائد لها في العديد من الصحف متخذة من الحاجة اسم مستعار لها وهو ما اكسبها سمعة كبيرة. وفي عام 1839 تعرفت في هذه المدينة على أعظم حب في حياتها الشاب إيجناثيو دى ثيبيدا أيه ألكالدي (بالإسبانية: Ignacio de Cepeda y Alcalde)، طالب في الحقوق، عاشت معه علاقة حب قاسية لا تتفق مع الحب الجم التي تحتاجه منه ومع ذلك تركت فيه اثرًا لا يمكن محوه. من أجله كتبت سيرة ذاتية والعديد من الرسائل التي نشرت عقب موت حبيبها والتي تعكس المشاعر الحميمة للكاتبة. وفي عام 1840
انتقلت بعد ذلك إلى مدريد وظلت هناك وكونت صداقات مع أدباء وكتاب هذه الفترة. في العام التالي نجحت في نشر أول مجموعة قصائد لها في عاصمة إسبانيا تحت عنوان أشعار، التي تحتوي على قصيدة ذات 14 بيتًا بعنوان «مع الرحيل» وعلى قصيدة لأبيات ذات بحر قصير مخصصة كما يشير عنوانها إلى الشعر.
تعرفت على الشاعر جابريل جارثيا تاسسارا (بالإسبانية: Gabriel García Tassara)، ونشأت علاقة بينهما أساسها الحب، الغيرة، الكبرياء والخوف. كان يريد تاسسارا ان يتغلب عليها ويقهرها ليكون أفضل من كل الرجال الذين حاصروها ومع ذلك لم يكن يريد الزواج منها. كان غاضبا بسبب تكبر وتدلل تولا، حيث أنها كتبت أبيات تجعلنا نشاهدها وهي تلوم أنانيته وتهوره وعبثه، ومع ذلك أبييانيدا خضعت لهذا الرجل وبعد فترة وجيزة حطمته.
وفي منتصف القرن 19 بمدريد، كانت تولا حاملًا تعيش في وحدة مريرة وتشاؤم ترى ما سيحدث لاحقا، كتبت وداعًا ليرة التي كانت بمثابة وداع للشعر. واعتقدت أن هذه هي نهايتها ككاتبة، لكن ليس الامر كذلك.
حصلت في عام 1845 على أول جائزتين للمسابقة الشعرية التي نظمها النادي الفني والأدبي بمدريد ومنذ هذه اللحظة برزت خيرتروديس كواحدة من أشهر كتاب هذه الفترة.
وٌلدت ابنتها ماريا _ أو برينهيلدى كما دعتها _مريضة جدًا وتوفيت عن عمر يناهز 7 أشهر. وفي خلال فترة اليأس هذه، كتبت مجددا لثيبيدا:
الحقت بي الشيخوخة في الثلاثين من عمري، اشعر بأن الحظ قد امكنني من التعايش مع نفسي، لاتفاجأ إذا اصابتني لحظة من الضيق الشديد في هذا العالم الصغير في منحِنا السعادة، والكبير في ملئ حياتنا بالمرارة.
كانت رسائل خيرتروديس إلى تاسسارا مخيفة وهي تطلب منه أن يرى إبنته قبل أن تموت حتى تشعر الطفلة بحب والدها قبل أن تغلق عيناها للأبد، ولكن ماتت برينيلدى قبل أن يتعرف عليها.
تزوجت في عام 1846 بالدون بيدرو ساباتير _ زوجها الأول _ لكن بعد فترة وجيزة مرض زوجها وسافر إلى باريس باحثًا على علاج، لكن توفي في بودرو في 1 اغسطس. انعزلت خيرتروديس في دير السيدة العذراء لوتيرو وهناك كتبت دليل المسيحي (و هناك طبعة لكارمن برابو
-بيياسانتى في عام 1975) الذي يعكس بداية نزعتها الدينية وبالتدريج أصبح ذلك جليًا في أعمالها. بعد موت زوجها الأول ألفت قصديتين رثاء يُعدّوا من أهم اعمالها الشعرية. تلك القصيدتين والقصيدتين الذين يحملوا عنوان إليه يتناولوا تجاربها الشخصية على الرغم من أنها عادة لا تستخدمها كمادة مباشرة لنتاجها الشعري. وفيما بعد تم إصدار طبعة ثانية موسعة لأشعارها (في مدريد عام 1850).

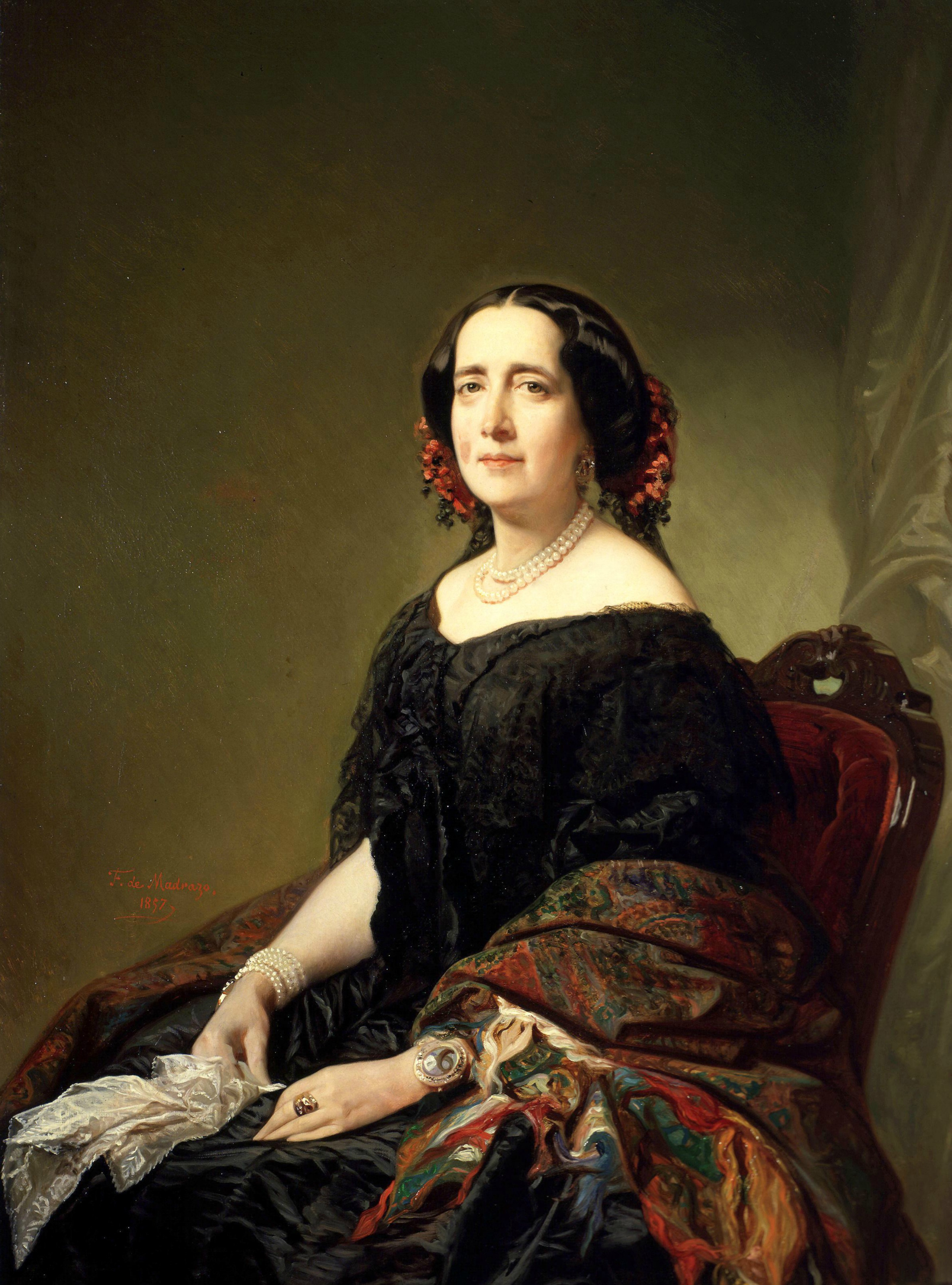
خيرتروديس جوميث دى أبييانيدا في سن متقدمة.

تاثرت أبييانيدا بالنجاح الذي حققته اعمالها وبالحفاوة التي نالتها من قِبل كل من النقد والجمهور على حد سواء وتقدمت للترشح في الأكاديمية الملكية الإسبانية وبالرغم من ذلك إلا ان من احتل كرسي الرئاسة هو رجلًا.
تزوجت مجددًا في عام 1856 من سياسي له نفوذ كبير وهو دون دومينجو بيردوجو.
عقب فشل عملها الكوميدي لوس تريس اموريس نتيجة لعده اسباب منها القط الذي تم القائه من فوق المنضدة الحادثة التي فيها اتهم زوجها رجلًا يُدعى ريبيرا وهو الذي نتيجة لذلك الحق بدومينجو بيردوجو إصابات شديدة، وهو ما دعاه للسفر إلى كوبا عام 1859 على أمل أن يساعده مناخ الكاريبي على الشفاء. كانت تولا معروفه ومحبوبه جدًا عند هذا الشعب فقد احتفى المواطنون بها واقاموا لها احتفالًا. وفي إحدى الاحتفالات بنادي هافانا الثقافي تم اعلانها كشاعرة وطنية، وفي خلال ستة أشهر في عاصمة الجزيرة تولت إدارة مجلة تُدعى ''البوم كوبي لما هو حسن و جميل'' في عام 1860. عادت إلى مدريد عام 1863 بعد أن مرت على نيويورك ولندن وباريس وإشبيلية. توفي زوجها الكورونيل بيردوجو في نهاية هذا العام وهو ما قوّى من روحانيتها واعطاها دفعة صوفية نحو ورع ديني شديد ومتقشف. توفيت في العاصمة الأندلسية في 1 فبراير عام1873 عن عمر يناهز 58 عام.
تم مقارنة شعرها بشِعر كل من لويس فيكتورين اكيرمان واليزابيث باريت برونج بسبب تحليلها للحالات العاطفية الناتجة عن تجربة الحب.قيل أن شعرها كانت أكثر موضوعاته دينية، وخاصة بعد وفاة بيدرو ساباتير وانعزالها في لوتيرو. هذا الموضوع اعط ى رد لواحدة من الموضوعات الثابتة في مسارها الأدبي وهو: الفراغ الروحاني والشوق الغير مُرضي وهو الذي عبرت عنه في قصيدة لها قبل زواجها من بيدرو ساباتير:
انا مثلك وُلت من أجل الحب
انا مثلك خُلقت من أجل الحب
من أجل الحب اضحي بحياتي
و لكن لا اجد شيئًا كي احب
في السياق ذاته تبرز كل من قصيدة «تفاني قيثاة الله» و«وحدة الروح» أو «الصليب» والتي تشمل قياساتها تغيير سديد من البيت ذو الأحد عشر مقطع إلى البيت ذو التسع مقاطع. فضلٍا عن ذلك تقدم أبييانيدا في قصائد مثل «ليلة الأرق والفجر» و«وحدة الروح» تجديدات واضحة في الوزن تعلن تأثيرها في تيار الحداثة.و لذلك في أعمال أبييانيدا نجد أبيات من ثلاث مقاطع مع الوقف في اخر الشطر بعد المقطع الرابع؛ كذلك سنجد أبيات من خمسة عشر وستة عشر مقطع وهو الذي يعد غير متكرر في الشعر الإسباني.أيضًا استخدمت البيت الإسكندري (ذو الأربعة عشر مقطع) حيث أن شطره الأول يتكون من ثمان مقاطع اما الشطر الثاني فمن ستة مقاطع، أو أن يتكون شطره الأول من خمس مقاطع والشطر التاني من تسعة مقاطع.
كما أنها تناولت كل من الجنس الروائي والدرامي. كتبت في إسبانيا سلسلة من الروايات والتي تتصدرها شهرتًا الرواية صاب عام 1841 والتي تتناول القضايا المتعلقة بالهنود والحب الغير متبادل. رواية السيدتان التي تفرض الذم ضد الزواج. اما رواياتها الثالثة _جواتيموثين _ فتضم الكثير والكثير من المعلومات التاريخية عن المكسيك في فترة الغزو. اما عن باقي اعمالها الروائية _ والتي ربما لم تنل نفس شهرة اولى رواياتها الثلاثة _ فهى تتضمن نقد متعمد للمجتمع التقليدي.
اما في الجانب المتعلق بالمسرح فقد احتلت أعمالها مكانًا هامًا في المشهد المسرحي الإسباني للفترة التي تتراوح بين 1845 و 1855 عندما كانت الأعمال الرومانسية في تدهور وحينها بعد لم تكن قد ظهرت الكوميديا الهزلية. اُصدرت ليونثيا في إشبيلية عام 1840 حيث نالت استقبالًا حسنا كما أنها كانت تتميز بالأصالة. كانت مونيو الونسو هي أول عمل اصدرته في مدريد 1844، وهي التي وضعت في البلاط الملكي ل ألفونسو السابع دى ليون وبيرينجيلا دي بارثيلونا، مع إنتاج من الأعمال التاريخية التي تتبع النصب التذكارى لمانويل خوسيه كينتانا والذي منه يُعتبر كل من أمير فيانا عام 1844 وإخيلونا عام 1864 من النماذج الهامة.
و لكن نالت أبييانيدا شهرتها الأوسع في المسرح مع اثنان من الأعمال المتعلقة بالكتاب المقدس: ساول عام 1849 وبالأخص بالتاسار عام 1858 وهي تُعد اروع عمل لها في المجال الدرامي، كما يحتوي كل من العملين على ملامح مختلفة من التيار الرومانسي. يمثل ساول التمرد في حين أن بالتاسار يمثل الملل الحيوي والحزن الناتج من سوء هذا القرن والتي نلحظها بوضوح في النصف التاني من القرن عبر الشعراء الرمزيين الفرنسيين وأيضًا في تيار الحداثة الإسباني.
من أعمالها الكوميدية يبرز إبتة الزهور عام 1852 حيث أُشيد بها بسبب الجمع المناسب بين القوة الهزلية والشعر.
و لهذا كانت تُعد خيرتروديس جوميث دى أبييانيدا واحدة من احسن النماذج الموجودة في التيار الورمانسي، ولهذا فهى كانت دائما موضوعًا للبحث من العديد من طلاب وباحثين تلك الفترة. كانت خيرتروديس جوميث دى أبييانيدا متفردة دائمًا فلقد كان لظروف حياتها وشخصيتها العاطفية وتمردها الدائم على التقاليد الاجتماعية المحافظة كل هذاكل هذا جعلها فريدة من نوعها مختلفة عن معظم كاتبات ذلك القرن ولهذا أيضًا وُجهت لها الكثير من الادانات.ساعدها تفوقها الأدبي أن تصبح واحدة من مؤسسين التيار النسائي في إسبانيا.
«ساب» وهي من أهم الأعمال التي اشتهرت بها خيرتروديس جوميث دى أبييانيدا لأنها تتناول واحدا من أهم الموضوعات في ذلك الوقت وهي العبودية والقسوة التي كان يتعرض لها الكثير من هنود أمريكا اللاتينية.ساب وهو الشخصية الرئيسية التي تدور حولها الرواية والذي ينقلنا معه حيث يعيش في عالم ملئ بالقسوة والظلم كل هذا نتيجة لسواد وجهه، بالرغم من أنه يحمل القلب الأكثر عطفاً في هذه الرواية. هذا العبد الفقير المسكين الحنون الذي يحمل روحاً تختلف تماماً عن الأسياد الذين اصبحوا اسياداً فقط لبياض بشرتهم على الرغم من قسوة وسواد قوبهم. هذا الشاب الذي وقع في حب ابنة واحداً من هؤلاء الأسياد وكان قلبه عامراً بحبها حتى اخر لحظة في عمره. كم تحمل من الإلآم صامتاً متألماً حزيناً تعيساً بكل ما تحمله الكلمة من معنى ولكن كل هذا دون جدوى هذا إلى جانب ما تعكسه الرواية لنا من مدى القهر والمعاناة الذي كان يعانيه الهنود في ذلك الوقت. ولكن ساب لم يحالفه الحظ في الحياة الطبيعية مثل الكثير من البشر ولم يعوضه أيضاً عن تلك القسوة والمعاناة فكان من الطبيعي والمنطقي أن تنتهي حياة ذلك الشاب العظيم الذي ضحى بحياته مراراً وتكراراً من أجل حب حياته عديم الأمل ولكن لم يؤثر ذلك أبداً على تضحيته المستمرة.
كارلوتا تلك الفتاة المليئة بالحياة والحب والتي لطالما كانت تبحث عن الحب الذي يمكنها أن تعيش الحياة من أجله ولكن أحياناً حينما نجد الحب تعرقلنا المسافات والظروف والطبقات وذلك ما وقف في طريق كل من ساب _ الذي لطالما كان صامتاً خاشياً فقدان حبيبته لأنها لطالما كانت تعتبره أخاً لها وسنداً_ وكارلوتا، حقاً إنه الصمت الرهيب والقدر. إنها أيضاً من أهم الأعمال لخيرتروديس جوميث دى أبييانيدا لأنها تعكس أسلوبها الرومانسي وشخصيتها العطوفة.
لهذا تعد هذه الرواية من اروع ما كتبت خيرتروديس جوميث دى أبييانيدا، فكانت أبييانيدا من أعظم كاتبات هذا العصر لأنها كانت تتناول الكثير من الموضوعات التي كان يخشى أن يتناولها الآخرين ولهذا فكان من الصعب نشر كتاباتها في أمريكا ولهذا نلاحظ أن معظم أعمالها نُشرت في إسبانيا وذلك لما كان يعانونه كُتاب هذا العصر من قيود تسيطر على حريتهم التعبيرية ورؤيتهم التعديلية في المجتمع.و لكن بهذه الرواية كسرت كل القيود وحطمت كل القضبان التي تقيد قلمها ولذلك فهى تخلد في أذهاننا حتى الآن وحتى الآن هناك الكثيرون الذين عندما ييرون نهج أبييانيدا في عظمة كتابتاتها وقوتها ومصداقيتها يحصلون على جائزة خيرتروديس جوميث دى أبيييانيدا وهي واحدة من أهم الجوائز الأدبية الآن والتي يحظى بها الكثير من المبدعين الأدباء الكتاب منهم والشعراء لأنها كما أبدعت في الرواية امتعتنا بأشعارها الرقيقة المعبرة التي تعكس رقة مشاعرها وعذوبة كلماتها وفطانتها وروعة أسلوبها إنها حقاً خيرتروديس جوميث دى أبييانيدا.

## أعمال الكاتبة
| اسم العمل                                                             | دار النشر                             | مكان النشر         | السنة       |
| --------------------------------------------------------------------- | ------------------------------------- | ------------------ | ----------- |
| شعر السيدة دا                                                         | خيرتروديس جوميث دى أبييانيدا          | شارع الأطرش، مدريد | 1841        |
| ساب                                                                   | كايي باركو                            | مدريد              | 1841        |
| سيدتان                                                                | الخزانة الادبية                       | مدريد              | _1843       |
| بارونة جوس                                                            | لابرنسا                               | هافانا             | 1844        |
| إسباتولينو                                                            | لابرنسا                               | هافانا             | 1844        |
| أمير بيانا                                                            | خوسيه ريبوييس                         | مدريد              | 1844        |
| اخيلونا                                                               | خوسيه ريبوييس                         | مدريد              | 1845        |
| جواتيموثين _اخر إمبراطور للمكسيك_                                     | اى. إسبينوسا                          | مدريد              | 1846        |
| ساول                                                                  | خوسيه ريبوييس                         | مدريد              | 1849        |
| آلام                                                                  | ف.ج.تورييس                            | مدريد              | 1851        |
| فلابيو ريكاردو                                                        | خوسيه ريبوييس                         | مدريد              | 1851        |
| حسنة الشيطان أو سهرة السرخس                                           | خوسيه ريبوييس                         | مدريد              | 1852        |
| اخطاء القلب                                                           | خوسيه ريبوييس                         | مدريد              | 1852        |
| ابنة الزهور أو جميعهم مجانين                                          | خوسيه ريبوييس                         | مدريد              | 1852        |
| الحقيقة تهزم المظاهر                                                  | خوسيه ريبوييس                         | مدريد              | 1852        |
| المغامرة                                                              | خوسيه رودريجيث                        | مدريد              | 1853        |
| يد الله                                                               | ماتانثاث                              |                    | 1853        |
| ابنة الملك رينيه                                                      | خوسيه رودريجيث                        | مدريد              | 1855        |
| وحي تاليا أو عفاريت في القصر                                          | خوسيه رودريجيث                        | مدريد              | 1855        |
| العطف والكراهيه                                                       | خوسيه رودريجيث                        | مدريد              | 1855        |
| وردة الملاك                                                           | أ.م.دابيلا                            | هافانا             | 1857        |
| بالتاسار                                                              | خوسيه رودريجيث                        | مدريد              | 1858        |
| الملاح الفنان                                                         | اللرريس                               | هافانا             | 1861        |
| كاتالينا                                                              | انطونيو ايثكييردا                     | إشبيلية            | 1867        |
| ' اعمال ادبية                                                         | م. ريبادينييرا                        | مدريد              | (1869_1871) |
| اساطير وروايات ومقالات ادبية                                          | اريباو                                | مدريد              | 1877        |
| اعمال درامية                                                          | ريبادينييرا                           | مدريد              | 1877        |
| اشعار غنائية                                                          | ليوكاديو لوبيث                        | مدريد              | 1877        |
| لا أبييانيدا. سيرة ذاتية ورسائل للكاتبة المشهورة                      | ميجيل مورا                            | بولبا              | 1907        |
| رسائل غير منشورة ووثائق تتعلق بحياتها في كوبا من عام 1839 إلى عام1864 | قلم الذهب                             | ماتانثاس           | 1911        |
| أعمال أبييانيدا (نسخة الذكرى المئوية)                                 | _                                     | _                  | _           |
| مذكرات غير منشورة لأبيانيدا                                           | المكتبة الوطنية                       | هافانا             | 1914        |
| أعمال أبيانيدا. طبعة الذكرى المئوية                                   | أوريليو ميراندا                       | هافانا             | 1914        |
| ليونثيا                                                               | طوبوغرافيا مجلة ارشيبوس، مكتبة ومتاحف | مدريد              | 1917        |
| الهالة البيضاء                                                        | مكتب مؤرخ المدينة                     | ماتانثاس           | 1959        |
| مسرح                                                                  | المجلس القومي للثقافة                 | هافانا             | 1965        |

## انظرأيضًا
- أدب الرومانسية الإسبانية: الرومانسية في الإطار الأدبي الإسباني.
- كتاب الرومانسية الإسبان: قائمة المؤلفين الرومانسيين.
- الرومانسية: نظرة عامة عن التيار.
- أدب إسبانيا: تطور الادب الإسباني.
- أدب كوبا: تطور الأدب الكوبي.

## قراءات إضافية
| اسم الكاتب                    | اسم العمل | دار النشر                   | مكان النشر         | السنة |
| ----------------------------- | --- | --------------------------- | ------------------ | ----- |
| ألثاجا فلوريندا               | "لا أبييانيدا: قوة وطليعة "                                                                                                   | ميامي                       | إديثيونس أونيبرسال | 1997  |
| أراوخو ناررا                  | "الثوابت الإصطلاحية في أبييانيد"ا                                                                                             | ريبيستا ايبيرواميريكانا     | _                  | 1990  |
| كاراتوثولو بيتوريو            | "مسرح خيرتروديس جوميث دى أبييانيدا"                                                                                           | _                           | بولوجنا            | 2002  |
| كارلوس ألبرتو                 | "رينيه وورثير ولا نوبيييا ايلويسى في الرواية الأولي لأبييانيد"ا                                                               | ريبيستا اسبانواميريكانا 31  | _                  | 1965  |
| جونثالث اسكوررا، مارتا ايرينى | " تطور الوعي الأنثوي من خلال روايات خيرتروديس جوميث دي أبييانيدا وسوليداد اكوستا دى سامبر وميرثيدي كابييو دي كاربونيرا"       | بيتر لانج                   | نيويورك / بيرن     | 1997  |
| جونثالث دي البايي، لويس ت     | "الظلم المسؤول والاعتراض الفردي في إسباني في القرن التاسع عشر من خلال بعض الرسائل الغير منشورة لخيرتروديس جوميث دى أبييانيدا" | بوليتين دى ايسبانيك ستاديز  | _                  | 2000  |
| جيررا لوثيا                   | " الإستراتيجيات الأنثوية في تطوير الموضوع الرومانسي في أعمال خيرتروديس جوميث دى أبييانيدا"                                    | ريبيستا ايسبانواميريكانا 51 | _                  | 1985  |
| لانيس راول                    | "تكور الورق: خيرتروديس جوميث دى ابييانيدا وكونيسة مارلين وأدب الرحلات "                                                       | ريبيستا ايسبانوا اميريكانا  | _                  | 1997  |
| ميلينديث كونشا                | الرواية الهندية في أمريكا اللاتينية (1832_1889)                                                                               | ريو بييدراس                 | جامعة بويرتوا ريكو | 1961  |
| ميلينديث ماريسييي             | " عاملات الفكر والمربيات في الوطن: الموضوع النسائي في المقالات الأنثوية في المرحلة الانتقالية في القرن التاسع عشر "           | ريبيستا ايسبانواميريكانا    | _                  | 1998  |
| بونسيتي ايلينا بيركاس         | " حول خيرتروديس جوميث دى ابييانيد وروايتها ساب "                                                                              | ريبيستا ايسبانواميريكانا    | _                  | 1962  |
| روسيللو سيمينوف أليكسندر      | " الحقيقة تنتصر على المظاهر: نحو أخلاق خيرتروديس جوميث دى أبييانيدا من خلال اعمالها النثرية "                                 | ايسبانيك ريفيو              | _                  | 1999  |
| سانتوس نيللي                  | " الأفكار النسوية لخيرتروديس جوميث دى ابييانيدا ". من الروانسية إلى الحداثة في أمريكا اللاتينية.                              | جارلند بابليشنج كومباني     | نيويورك            | 1997  |
| سمر دوريس                     | "إنها أنا ساب " في " القصص الخيالية، الرومانسية الوطنية لامريكا اللاتينية "                                                   | بيركيليث                    | جامعة كاليفورنيا   | 1993  |